# Jan Nusbaum
Jan Nusbaum (ur. 1881, zm. 15 września 1927 w Warszawie) – polski inżynier architekt, major Wojska Polskiego II RP, szermierz, strzelec i działacz sportowy.

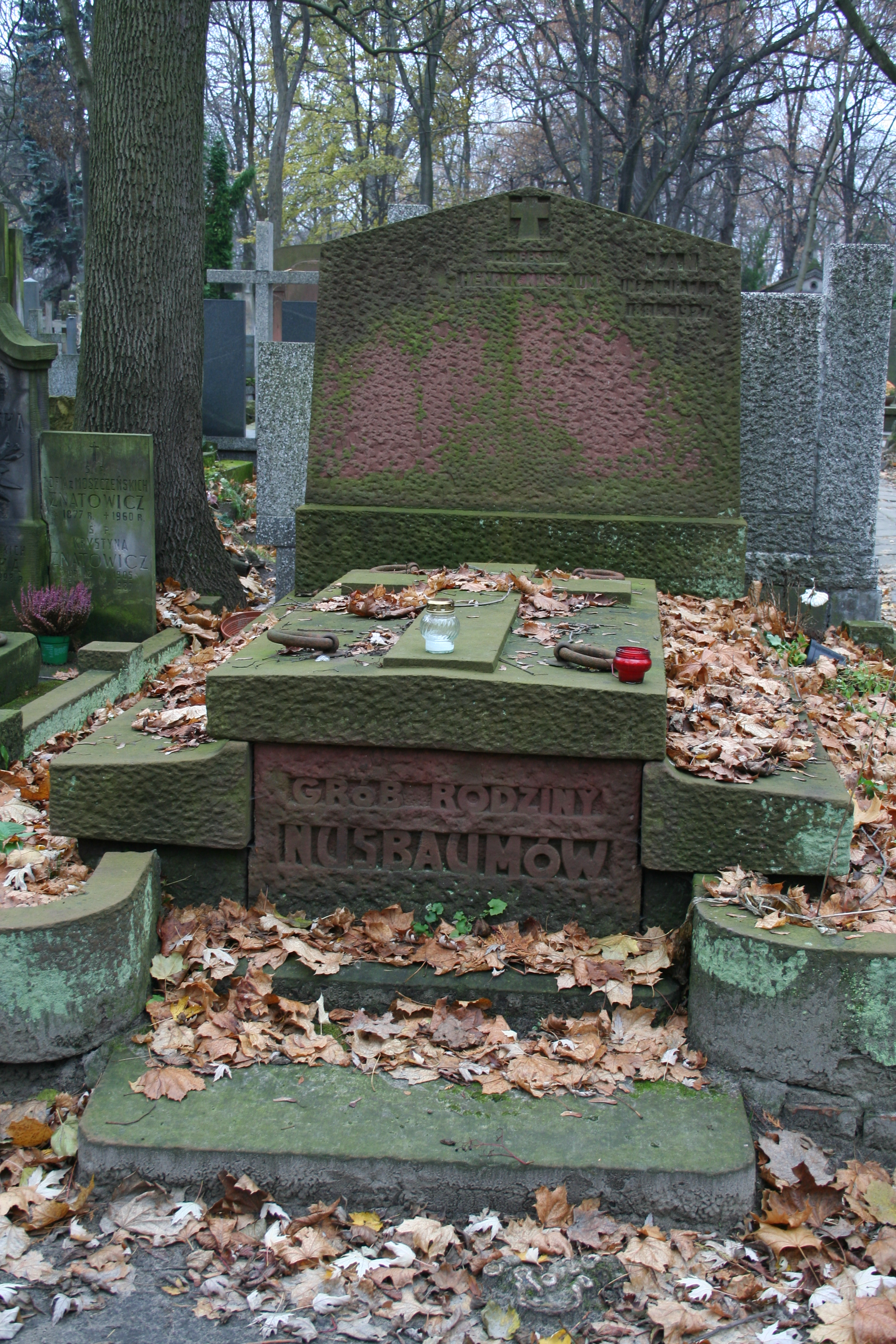
Grobowiec rodzinny Jana Nusbauma

## Życiorys
Urodził się w 1881. Był wnukiem Hilarego Nussbauma (1820-1895) i Ewy z domu Tenenbaum, synem prof. Henryka Nusbauma (1849-1937) i Marii z domu Mayzner oraz bratem Czesława (1887-1965), Jadwigi (po mężu Halanderska), Haliny i Wandy. W Warszawie ukończył naukę w gimnazjum. Następnie ukończył studia na wydziale architektury w szwajcarskim Winterthur. Uzyskał dyplom inżyniera architekta. Później kształcił się w École des Beaux-Arts w Paryżu, gdzie ukończył naukę odznaczony medalem. 
Powróciwszy do kraju poznał architekta Mariana Peretjatkowicza i otrzymał od niego propozycję współpracy w kreśleniu planów i budowie monumentalnych gmachów w Moskwie. Po kilku latach wybuchła I wojna światowa, w związku z czym został powołany do szeregów Armii Imperium Rosyjskiego. Po wybuchu rewolucji bolszewickiej w 1917 postanowił wracać do ojczyzny i zgłosić się do armii polskiej.
Po powrocie z Rosji do niepodległej ojczyzny został przyjęty do Wojska Polskiego. Został kierownikiem rejonu budownictwa polowego w Dowództwie Okręgu Generalnego „Grodno”, a potem przy dowództwie 7 Dywizji Piechoty w Częstochowie. W 1923 przydzielony do Oficerskiej Szkole Inżynierii w Warszawie, gdzie był wykładowcą budownictwa polowego. Awansowany na stopień majora. W 1927 został przeniesiony w stan spoczynku.
Jako emerytowany wojskowy podjął pracę jako inżynier architekt w biurze propagandy budownictwa betonowego Związku Fabryk Portland Cementowych.
W armii zaangażował się w rozwój sportu, głównie szermierki i strzelectwa. Zdobył liczne nagrody w zawodach krajowych i zagranicznych, w tym tytuły mistrzowskie (Wiedeń, St. Moritz, Baden, Zurych). Był rekordzistą w broni krótkiej. Startował w zawodach szermierczych, jeszcze w 1927 zajął wysokie miejsce w mistrzostw armii w szpadzie. Był jednym z założycieli Wojskowego Klubu Szermierczego w Warszawie, jednym z najaktywniejszych działaczy i prezesem tegoż do końca życia. Był też współzałożycielem sportowego Klubu Strzeleckiego oraz członkiem WKS Legia i kilku klubów zagranicznych, w tym w Szwajcarii. W zakresie strzelectwa pisał artykuły publikowane w piśmie „Bellona”. W rękopisie pozostawił nieukończoną pracę pt. O broni krótkiej. Uznawany za seniora szermierzy polskich i pioniera sportu i wychowania fizycznego w Polsce.
Zmarł po krótkiej i ciężkiej chorobie 15 września 1927. Został pochowany w grobowcu rodzinnym na Cmentarzu Powązkowskim w Warszawie.